# Splashdown (groupe)
Pour les articles homonymes, voir Splashdown.
Splashdown était un groupe pop rock américain originaire de Allston (Massachusetts) formé en 1996. Il était formé de Melissa Kaplan, Adam Buhler et Kasson Crooker. Le groupe s'est dissous en 2001, Crooker a rejoint le groupe Freezepop et Buhler le groupe Anarchy Club.

## Discographie
- Pandora/Deserter (7", 1996)
- Stars and Garters (LP, 1997)
- Halfworld (EP, 1998)
- Redshift (EP, 1999)
- Blueshift (LP, unreleased)
- Possibilities (LP, unreleased)